# Big (série télévisée)
Pour les articles homonymes, voir Big.
Big (coréen: 빅) est une série télévisée sud-coréenne créée par les Sœurs Hong et diffusée en 2012 sur KBS2.

## Scénario
Gil Da-ran (Lee Min-jung) est une professeure remplaçante essayant d'obtenir son certificat, fiancée à un gentil et beau médecin, Seo Yoon-jae (Gong Yoo). C'est un véritable conte de fée qui devient réalité, cependant, un mois avant le mariage, Yoon-jae devient de plus en plus distant sans aucune raison. Dans le même temps, Da-ran rencontre un étudiant de 18 ans arrivant des États-Unis, Kang Kyung-joon (Shin Won-ho), à l'attitude exécrable envers tout le monde sauf avec Da-ran. Malheureusement, Kyung-joon et Yoon-jae sont victimes d'un accident de voiture, leur véhicule sortant de la route pour se retrouver dans le fleuve. Yoon-jae tente de sauver Kyung-joon, mais y laisse sa vie et Kyung-joon se retrouve dans le coma. Arrivé à l’hôpital, Kyung-joon se réveille, mais dans le corps de Yoon-jae. Une relation complexe va alors se tisser entre Da-ran et Kyung-joon, qui est coincé dans le corps de son fiancé.

## Acteurs et personnages

### Acteurs principaux
- Gong Yoo : Seo Yoon-jae / Kang Kyung-joon
- Lee Min-jung : Gil Da-ran
- Shin Won-ho : Kang Kyung-joon
- Bae Suzy : Jang Mari
- Baek Sung-hyun : Gil Choong-shik, frère de Da-ran
- Jang Hee-jin : Lee Se-young

### Autres acteurs
- Kim Seo-ra : Ahn Hye-jung, mère de Yoon-jae
- Ahn Suk-hwan : Gil Min-kyu, père de Da-ran
- Yoon Hae-young : Lee Jung-hye, mère de Da-ran
- Jo Young-jin : Seo In-wook, père de Yoon-jae
- Choi Ran : Kim Young-ok, directeur adjoint
- Moon Ji-yoon : Na Hyo-sang, professeur d'éducation physique
- Shin Ji-soo : Lee Ae-kyung, ami de Da-ran
- Jang Hyun-sung : Kang Hyuk-soo, oncle de Kyung-joon
- Go Soo-hee : Lee Kyung-mi, tante-mère de Kyung-joon
- Im Ji-eun : Kang Hee-soo, mère de Kyung-joon
- Lee Hee-jin comme l'épouse (caméo, épisode 1)

## Diffusion internationale
| Pays ou Région | Chaîne            | Titre               | Première diffusion |
| -------------- | ----------------- | ------------------- | ------------------ |
| Corée du Sud   | KBS2              | 빅                  | 4 juin 2012        |
| Japon          | TBS               | ビッグ 〜愛は奇跡〜 |                    |
| Japon          | KBS World (Japon) | ビッグ 〜愛は奇跡〜 |                    |
| Taïwan         |                   |                     |                    |
| Hong Kong      | TVB               |                     |                    |
| France         | KBS World         | Glory Jane          |                    |
| Allemagne      | KBS World         | Glory Jane          |                    |
| Italie         | KBS World         | Glory Jane          |                    |
| Malaisie       | KBS World         | Glory Jane          |                    |
| Singapour      | KBS World         | Glory Jane          |                    |
| Hong Kong      | KBS World         | Glory Jane          |                    |
| États-Unis     | KBS World         | Big                 |                    |
| Canada         | KBS World         | Big                 |                    |
| Philippines    | GMA Network       | Big                 | 4 mars 2013        |
| Vietnam        | HTV3              | Hoán đổi linh hồn   | 2013               |
| Chili          | ETC TV            | Big                 | 2018               |

### Sources
- (en) Cet article est partiellement ou en totalité issu de l’article de Wikipédia en anglais intitulé « Big (TV series) » (voir la liste des auteurs).